# Paraleptynia fosteri
Paraleptynia fosteri is een insect uit de orde Phasmatodea en de familie Heteronemiidae. De wetenschappelijke naam van deze soort is voor het eerst geldig gepubliceerd in 1904 door Caudell.